# David Schatz
David Schatz (* 1667 oder 1668 in Leipzig; † 15. März 1750 ebenda) gehörte zu den großen Baumeistern und Gartenarchitekten des Sächsischen Barock. Er war schwarzburgischer Hofbaumeister, polnischer und seit 1713 kursächsischer Landbaumeister.

## Leben und Wirken

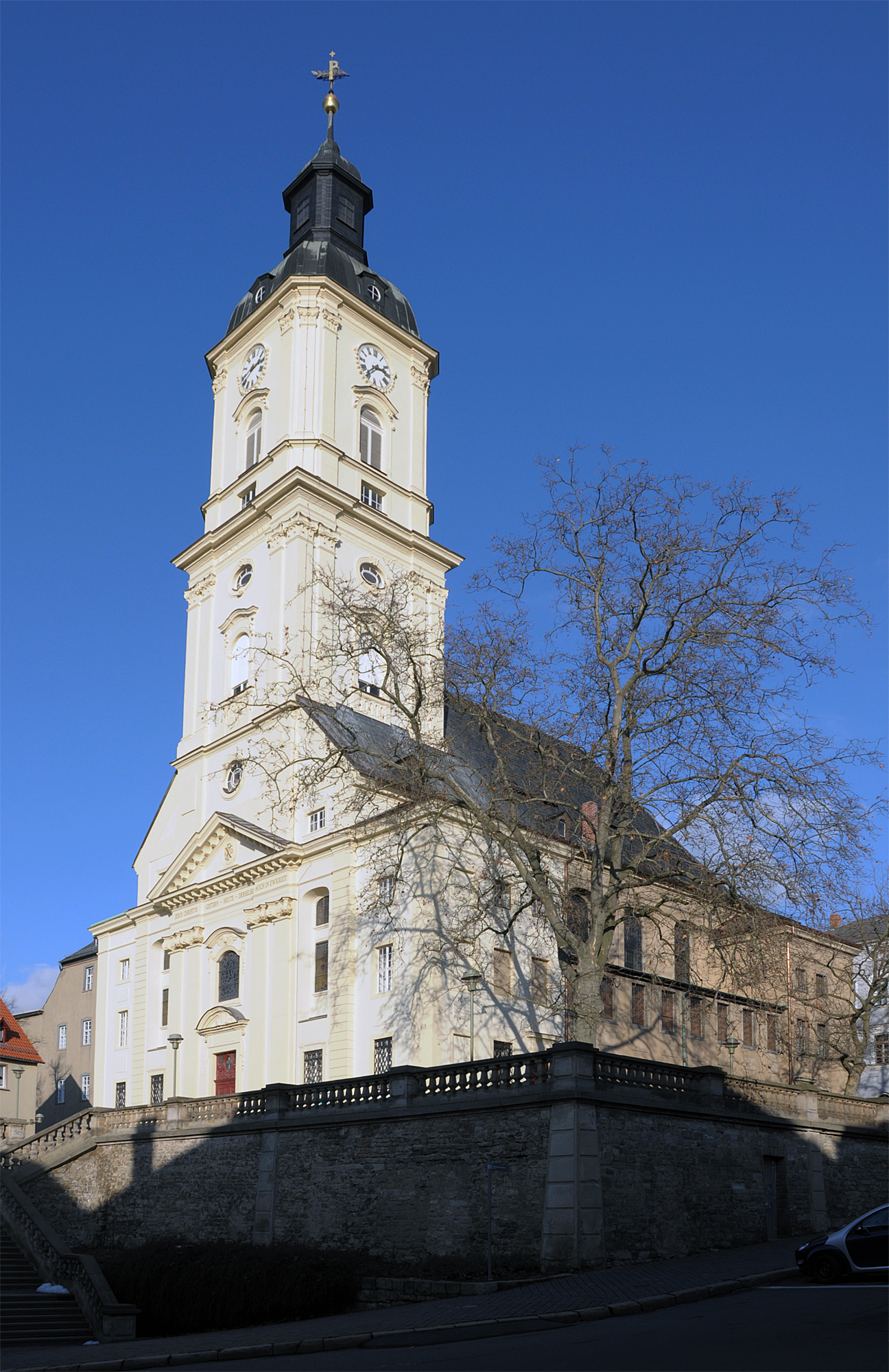
Salvatorkirche in Gera

Der Architekt und Landschaftsgestalter David Schatz, der nicht mit dem gleichnamigen Bildhauer aus Colditz verwechselt werden darf, wurde als Sohn von Anna († 1703) und Asmus Schatz (1632–1686) Ende 1667, Anfang 1668 geboren. Sein Vater stammte aus Groitzsch, war Gärtner und lebte und arbeitete zu dem Zeitpunkt in der Grimmaischen Vorstadt. David Schatz wurde am 27. Januar 1668 in der Leipziger Nikolaikirche getauft.
Ausgebildet wurde Schatz vermutlich von seinem Vater, bis 1707 wird er in den städtischen Taufbüchern als Kunst-, Lust- oder Ziergärtner bezeichnet. Ohne wie Johann Gregor Fuchs (1650–1715), Christian Döring (1677–1750), George Werner (1682–1758) oder Friedrich Seltendorff (1700–1778) der Maurerinnung der Messestadt angehört zu haben, setzte sich Schatz ohne entsprechende Ausbildung als einer der führenden Leipziger Baumeister des Barock durch. Im Gegensatz zu diesen Architekten erstreckte sich der Schwerpunkt seines Schaffens nicht nur auf Leipzig und dessen Umgebung, sondern auf den gesamten mitteldeutschen Raum. David Schatz ließ sich nicht vom Werk Fuchses oder Dörings beeinflussen und entwickelte von ihnen unabhängig seinen eigenen Baustil.

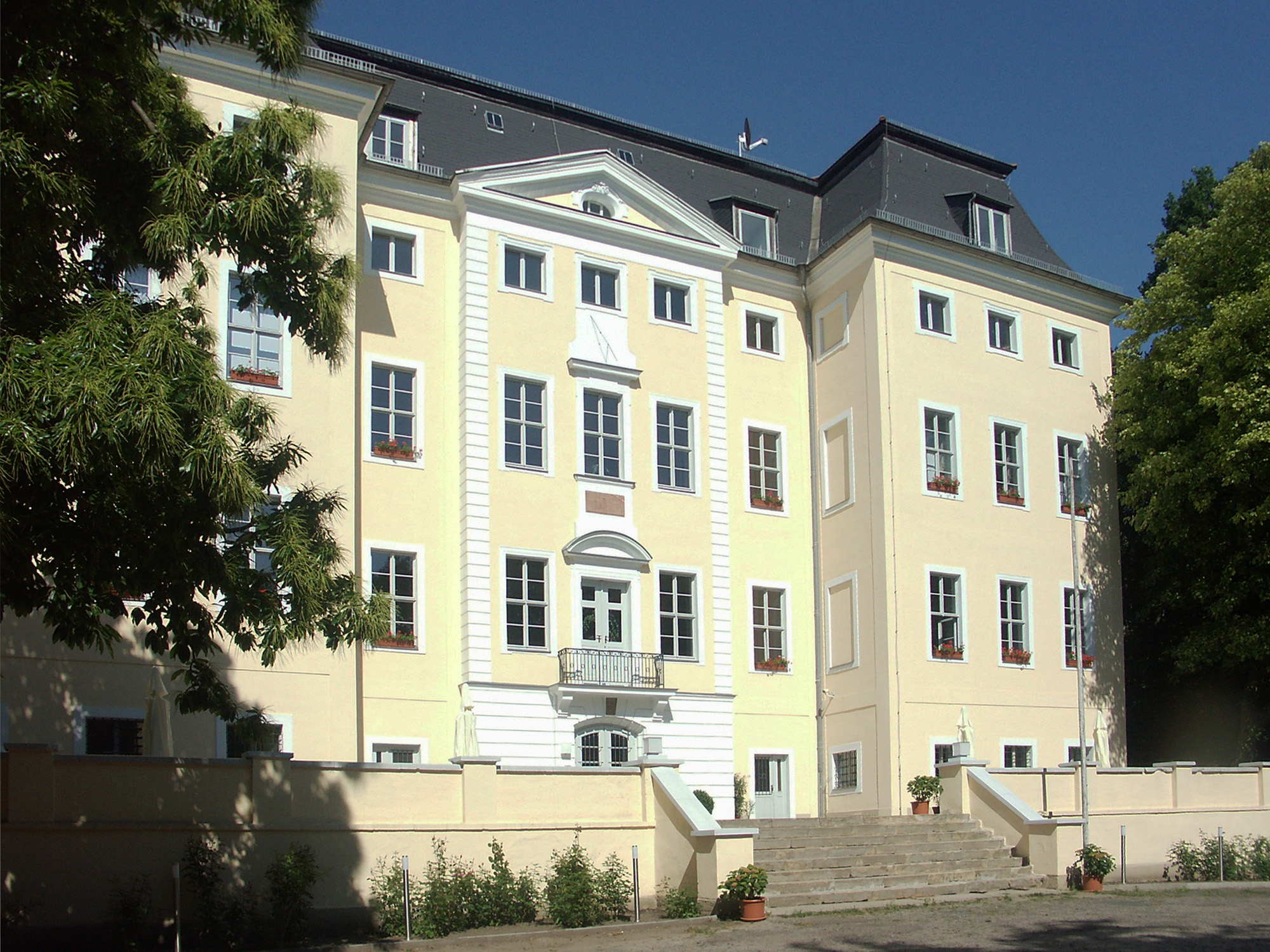
Schloss Knauthain

Schatz’ erstes nachweisbares Werk war der Entwurf und die Errichtung von Schloss Knauthain für Carl Hildebrand von Dieskau. Im Jahr 1701 stellte ihn der Leipziger Kaufmann und Handelsherr Andreas Dietrich Apel für die Planung und Betreuung seines Gartens ein, Schatz lebte als Gärtner bis 1712 in der Anlage. Apels Garten galt zu der Zeit als einer schönsten deutschen Barockgärten. Zwischen 1706 und 1710 folgte er Johann Moritz Richter d. J. von Leipzig aus als Baumeister für die Grafschaft Schwarzburg-Rudolstadt. 1713 bezog er mit seiner Frau Catharina Elisabeth geb. Andreas (1691–1734) ein selbst entworfenes Haus am Neumarkt.
Weitere Auftraggeber in seiner Tätigkeit als Baumeister und Gartenarchitekt waren unter anderem
- der sächsische Kurfürst August der Starke (Betreuung der Orangerie im Dresdner Zwinger im Jahr 1710, Erneuerung des Rosentals im Jahr 1717, Amtshaus Leipzig, Katholische Kapelle auf der Pleißenburg)
- Oberpostmeister Johann Jacob Kees d. J. (Große Funkenburg, vermutlich Kees' Wohnhaus Katharinenstraße 23, vermutlich das Herrenhaus mit Parkanlage in Zöbigker)
- Generalmajor Georg Friedrich von Hopffgarten (1657–1732) (Torhaus Rittergut Probstdeuben, Katharinenkirche Großdeuben)
- Fürst Leopold von Anhalt-Köthen (Schloss Köthen)
- Graf Heinrich XVIII. Reuß zu Gera (1677–1735) (Salvatorkirche Gera, Schloss Osterstein in Gera)
- Feldmarschall Friedrich Heinrich Graf von Seckendorff (Schloss Meuselwitz, Seckendorffsches Palais in Altenburg). Der von ihm in den Jahren von 1724 bis 1732 geleitete barocke Neu- beziehungsweise Umbau des Schlosses Burgscheidungen im Auftrag von Baron Levin Friedrich I. von der Schulenburg (1670–1729) wird als sein Hauptwerk gewertet und gehört zu den herausragenden Leistungen der Schlossbaukunst in Mitteldeutschland.

1738 wurde der geschätzte Fachmann gebeten, ein Gutachten zum geplanten Kuppelbau der Dresdner Frauenkirche abzugeben. Den Streit zwischen dem Baumeister George Bähr (1666–1738) und dem Statiker Gaetano Chiaveri (1689–1770) schlichtete David Schatz mit seinem Urteil zugunsten der von Bähr gewählten Lösung.

## Ehrungen
Auf Beschluss des Leipziger Stadtrates wurde 2011 eine Straße im Leipziger Stadtbezirk Südwest nach David Schatz benannt. Sie erhielt die Bezeichnung Schatzweg.

## Werke (Auswahl)

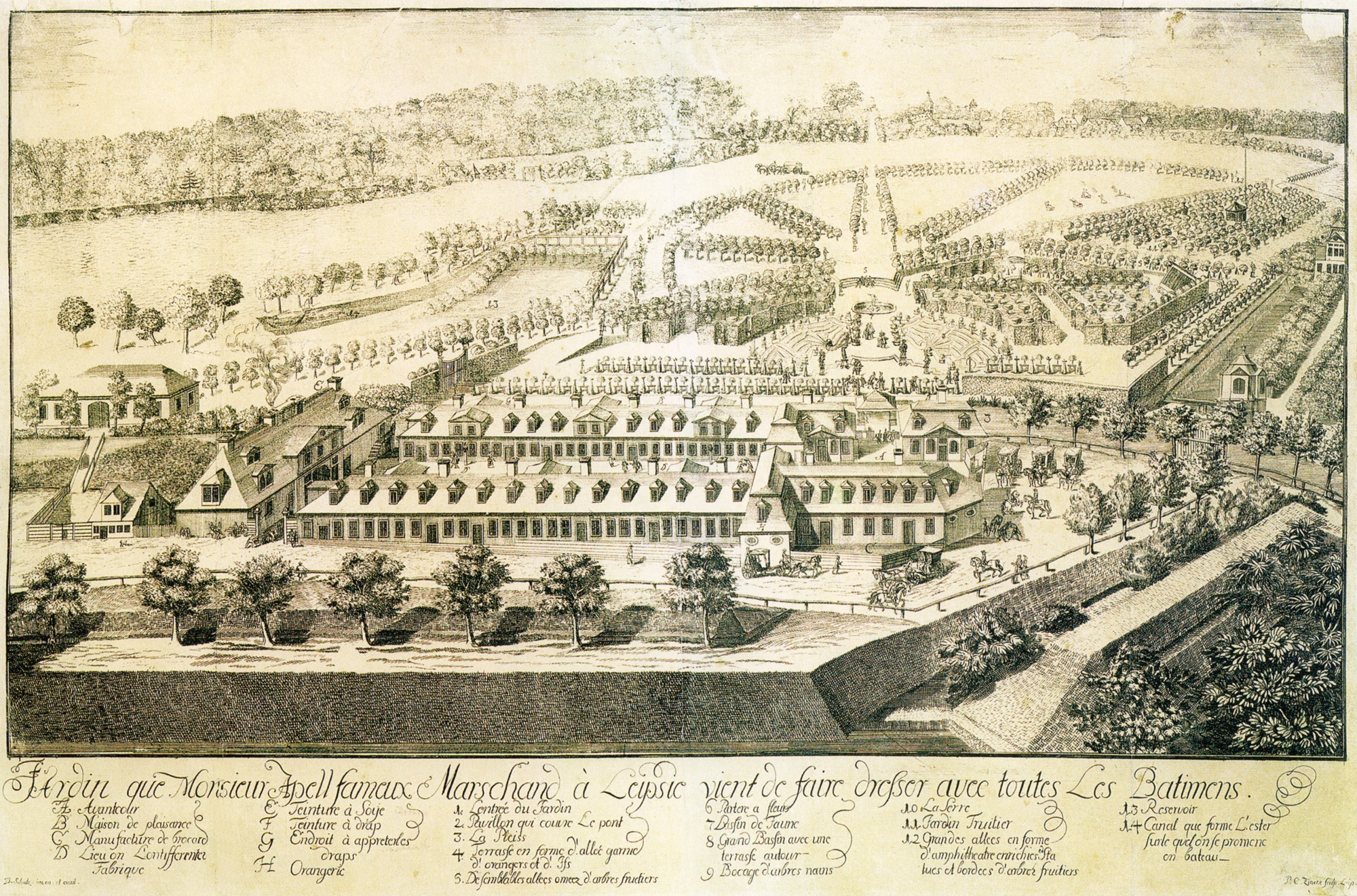
Apels Garten und Manufakturgebäude, um 1720

- Schloss Knauthain bei Leipzig (1700–1704)
- Apels Garten in Leipzig (1701–1718)
- vermutlich: Bürgerhaus Katharinenstraße 23 in Leipzig, (um 1707, Wohnhaus von Johann Jacob Kees d. J., im Zweiten Weltkrieg zerstört)
- Palais Kötteritz in Dresden (um 1711, Erneuerung)
- Funkenburg in der damaligen Frankfurter Allee in Leipzig (um 1712, 1895 abgerissen)
- Torhaus Rittergut Probstdeuben (1712)
- Bürgerhaus Neumarkt 13 in Leipzig (1713, eigenes Wohnhaus von Schatz, 1893/94 abgebrochen)
- Johann-Georg- und Ludwigsbau im Schloss Köthen (1715, Erneuerung)
- Katharinenkirche Großdeuben (1716)
- Amtshaus Leipzig und die darin befindliche alte Reformierte Kirche (1716/1717, 1719, Erneuerung, um 1900 abgebrochen)
- Zöbigker, Herrenhaus und dazugehörige Parkanlage, heute Ortsteil von Markkleeberg (1716–1724, Erneuerung und Erweiterung)
- Salvatorkirche in Gera (1717–1720)[6]
- Schloss Osterstein in Gera (1717–1722, Erneuerung)
- Martin-Luther-Kirche (spätere Bezeichnung) im Ortsteil Gautzsch in Markkleeberg (1717/1718)
- Schloss Meuselwitz (1715–1727, Erneuerung des Schlosses, Neubau Orangerie, Neuanlegung des Schlossgartens)
- Schloss Schönwölkau (um 1720, Erneuerung und Ausbau)
- Seckendorffsches Palais in Altenburg (1721–1725)

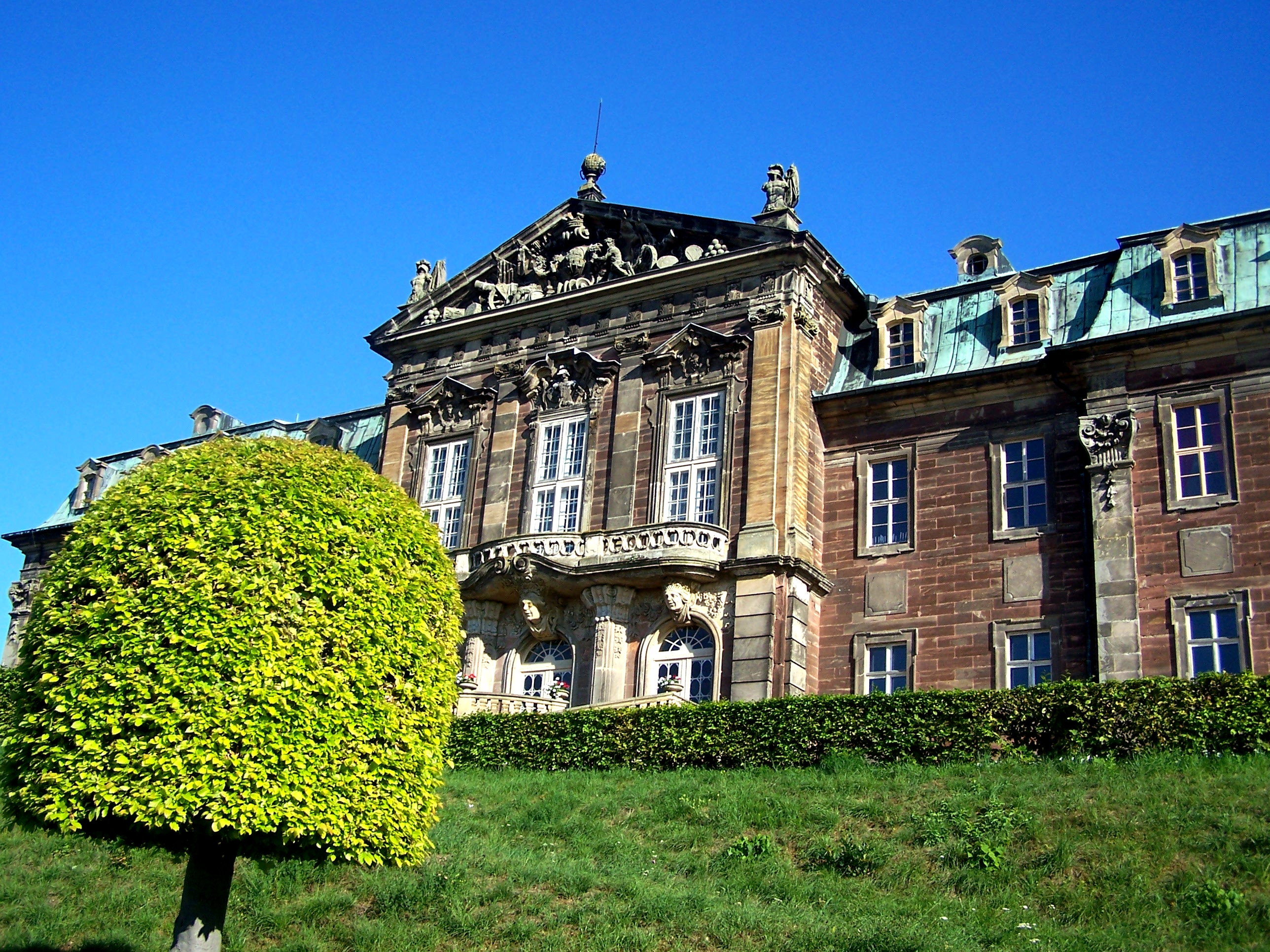
Schloss Burgscheidungen

- Schloss BurgscheidungenDorfkirche in Calbitz unter Einbeziehung des alten Westturmes (1724–1727)
- Schloss Burgscheidungen mit Schlossgarten (1724–1732, umfassende Erneuerung und Erweiterung)[7]
- Kirche Burgscheidungen (1726–1728, Erneuerung)
- vermutlich: Schloss Otterwisch (1727–1730)
- Schloss Brandis (1727–1736)
- Herrenhaus in Beuchlitz (1729)
- Herrenhaus Gepülzig bei Erlau (1734–1737, 1947 abgetragen)
- Mühle in Goseck (späte 1730er Jahre)
- Schloss Jince in Böhmen (1737–1741, Erneuerung und Erweiterung)
- Gutachten zum Kuppelbau der Frauenkirche in Dresden (1738)
- Kirche Beerwalde in Erlau (1738/1739)
- Kapelle in der Leipziger Pleißenburg (1738/1739, Ernerung und Ausbau, 1897 abgebrochen)[8]
- Schloss Lodersleben (ab 1740–1746)
- Kirche in Dreiskau (1740/1741)